# Boccaccio Boccaccino

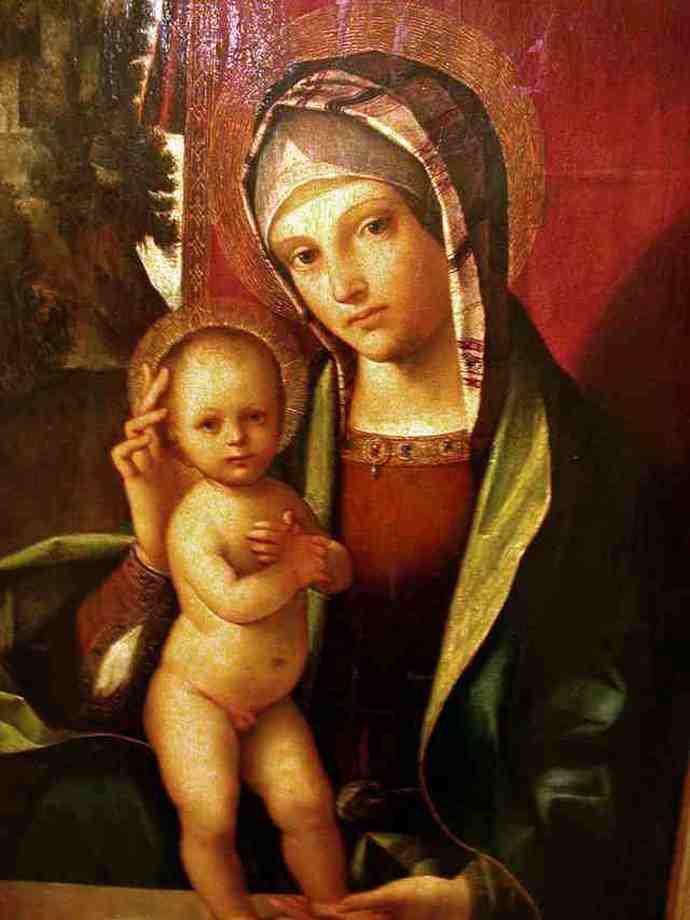
Madonna z Dzieciątkiem, 1510

Boccaccio Boccacino (ur. ok. 1467, zm. w 1525) – włoski malarz tworzący w epoce odrodzenia.

## Życiorys
Znaczna część jego życia owiana jest tajemnicą. Informacje na temat jego działalności czerpane są głównie z Żywotów Vasariego.
Urodził się w Ferrarze, prawdopodobnie był uczniem Domenica Panettiego. Dojrzała faza jego twórczości przypada na okres pobytu artysty w Wenecji oraz Cremonie, gdzie zyskał duże uznanie jako malarz sakralny, zdobiąc tamtejsze kościoły. W twórczości artysty widoczne są różnorodne wpływy, głównie Pietra Perugina i Pinturicchia. Zmarł w Cremonie w 1525 roku.
Jego syn Camillo kontynuował malarską działalność ojca. Najsłynniejszym uczniem Boccacina był Benvenuto Tisi, zwany Il Garofalo.